# Winthemia jacentkovskyi
Winthemia jacentkovskyi là một loài ruồi trong họ Tachinidae.